# Liste der costa-ricanischen Botschafter in Italien
Die Botschaft befindet sich im Viale Liegi 2 in Rom. Der Botschafter Costa Ricas nächst der italienischen Regierung ist regelmäßig auch bei der Ernährungs- und Landwirtschaftsorganisation der Vereinten Nationen akkreditiert.

## Geschichte
1849 erkannte Ferdinand II. (Sizilien) König der beiden Sizilien die Unabhängigkeit Costa Ricas an.
1861 erkannte die Regierung von José María Montealegre Fernández den Risorgimento des Königreich Sardinien Piamonte zum Königreich Italien an.
Am 14. April 1863 unterzeichneten Ezequiel Gutiérrez Iglesias und Lewis Otto von Schroeter, Konsul des Königreich Italien in San José (Costa Rica) den Tratado Iglesias von Schröter, einen Vertrag über Handel und Freundschaft.
Der erste diplomatische Vertreter des Königreichs Italiens in Costa Rica war Giuseppe Anfora di Licignano, der mit Sitz in Guatemala-Stadt, 1868 als Geschäftsträger anerkannt wurde.
| Agrément / Ernennung / Akkreditierung | Botschafter                         | Bemerkungen | ernannt von                                    | akkreditiert während der Regierung von | Posten verlassen |
| ------------------------------------- | ----------------------------------- | --- | ---------------------------------------------- | -------------------------------------- | ---------------- |
| 1872                                  | Adolfo Cristián de Lindemann        | | Tomás Guardia Gutiérrez                        | Urbano Rattazzi                        | 1885             |
| 3. Jan. 1907                          | Rafael Montealegre Gallegos         | Ministro Residente | Cleto González Viquez                          | Sidney Sonnino                         | 1908             |
| 1908                                  | Rafael Montealegre Gallegos         | Ministre plénipotentiaire | Cleto González Viquez                          | Sidney Sonnino                         | 1915             |
| 1950                                  | Luis Dobles Segreda                 | Sitz Madrid (* 27. Januar 1889 in Heredia; † 27. September 1956) Historiker, Professor, Bildungsminister. | Luis Rafael de la Trinidad Otilio Ulate Blanco | Ferruccio Parri                        | 1950             |
| 1951                                  | Antonio Facio Ulloa                 | Sitz Madrid (* 12. September 1898 in Cartago) Sohn von Natalia Ulloa Salinas und Justo Antonio Fació de la Guardia. studierte Medizin am Médico Chirurgical College University of Cartago. | Luis Rafael de la Trinidad Otilio Ulate Blanco | Ferruccio Parri                        | 1951             |
| 1952                                  | Josef Romualdowitsch Grigulewitsch  | auch in Belgrad akkreditiert. | Alberto Oreamuno Flores                        | Ferruccio Parri                        | 1954             |
| 1954                                  | José Angel Coto Garbanzo            | († 14. Dezember 1956) auch in Belgrad akkreditiert. | José Figueres Ferrer                           | Amintore Fanfani                       | 1955             |
| 1955                                  | Fernando Escalante Pradilla         | (* 19. April 1919; † 15. März 1971) Sohn von Anita Pradilla Jiménez und Rafael Escalante. | José Figueres Ferrer                           | Antonio Segni                          | 1956             |
| 1956                                  | Fernando Escalante Pradilla         | Gesandtschaft wurde zur Botschaft aufgewertet 1956–1959: auch in Jerusalem akkreditiert. | José Figueres Ferrer                           | Antonio Segni                          | 1958             |
| 1959                                  | Roberto Quesada Jiménez             | (* 13. Januar 1888 in San José (Costa Rica)) | Mario Echandi Jiménez                          | Antonio Segni                          | 1960             |
| 1960                                  | Miguel Franco Lenis                 | (* 1904; † 1992) | Mario Echandi Jiménez                          | Fernando Tambroni                      | 1962             |
| 1962                                  | Otto Cortés Fernández               | (* 25. August 1908 in Alajuela; † 1973) Sohn von Julia Fernández Rodríguez und León Cortés Castro. | Francisco José Orlich Bolmarcich               | Fernando Tambroni                      | 1963             |
| 1966                                  | Virgilio Chaverri Ugalde            | 1969–1970: Botschafter in Paris. | José Joaquín Trejos Fernández                  | Giovanni Leone                         | 1969             |
| 1969                                  | Carlos Joaquín Zúñiga Odio          | | José Joaquín Trejos Fernández                  | Giovanni Leone                         | 1970             |
| 1970                                  | Julio Corvetti Sáenz                | | José Figueres Ferrer                           | Emilio Colombo                         | 1972             |
| 1973                                  | Maritza Pacheco Alpízar             | Geschäftsträgerin auch in Tirana akkreditiert (* 20. Dezember 1943) Tochter von Julia Alpizar und Humberto Pacheco Coto, studierte 1977 an der Libera Università Internazionale degli Studi Sociali, 1979: University of Miami Politikwissenschaft in der Geschäftsführung der Compañía Nacional de Danza, Madrid / Spanien beschäftigt. | José Figueres Ferrer                           | Mariano Rumor                          | 1977             |
| 1979                                  | Miguel Angel Fernández Porras       | | Rodrigo Carazo Odio                            | Francesco Cossiga                      | 1981             |
| 1981                                  | Rodolfo González Agüero             | | Rodrigo Carazo Odio                            | Giovanni Spadolini                     | 1982             |
| 1982                                  | Francisco Antonio Pacheco Fernández | auch in Belgrad und Tirana akkreditiert. | Luis Alberto Monge Álvarez                     | Amintore Fanfani                       | 1985             |
| 1985                                  | Humberto Arturo Nigro Borbón        | (* 14. September 1925 in San José (Costa Rica)) Rechtsanwalt, 8. September 1953: Geschäftsträger in Quito 1967–1970: Botschafter in San Salvador, 1977: Botschafter in Panama, 1979–1983: Leiter der Abteilung Diplomatie, 1987: Botschafter in La Paz, 1983–1985 Zeremonienmeister.                                                     | Luis Alberto Monge Álvarez                     | Bettino Craxi                          | 1986             |
| 1987                                  | Octavio Torrealba Toruño            | | Óscar Arias Sánchez                            | Amintore Fanfani                       | 1990             |
| 1991                                  | Johnny Meoño Segura                 | | Rafael Ángel Calderón Fournier                 | Giulio Andreotti                       | 1994             |
| 1994                                  | Rubén Hernández Valle               | [ 4 ] | José María Figueres Olsen                      | Silvio Berlusconi                      | 1998             |
| 1998                                  | Manuel Antonio Hernández Gutiérrez  | 1991 – 1994: Botschafter beim Heiligen Stuhl | Miguel Angel Rodríguez Echeverría              | Massimo D’Alema                        | 1991             |
| 15. Nov. 2012                         | Jaime Feinzaig Rosenstein           | Zahnarzt, Ambasciatore Straordinario e Plenipotenziario | Laura Chinchilla                               | Mario Monti                            |                  |

Auswärtige Beziehungen Costa Ricas zu den anderen mittelamerikanischen Ländern (2000)